# Punto de articulación

Diagrama de la boca con los puntos de articulación y consonantes habituales

El punto de articulación es el lugar del tracto vocal en el que se produce la articulación. Se denomina también lugar de articulación. Junto con la utilización de la corriente de aire producida por los mecanismos subglóticos, el estado de la glotis y la configuración de la cavidad oral y nasal, es uno de los cuatro criterios de clasificación articulatoria de los sonidos del habla.
La articulación se produce normalmente por la aproximación o el contacto entre un articulador fijo y uno móvil. El nombre punto/lugar de articulación es en realidad inadecuado, aunque se mantiene por tradición; así por ejemplo, tanto los sonidos alveolares como los retroflejos usan los alveolos superiores como articulador fijo y la lengua como articulador móvil, la diferencia está en que en los retroflejos la lengua se apoya por su parte inferior y no la superior. 
Se establece la siguiente clasificación de los sonidos en función del punto de articulación:
- Labial,  
  - bilabial, labio superior y labio inferior.
  - labiovelar, consonante biarticulada en el velo y los labios inferior y superior.
  - labioalveolar, consonante biarticulada en los alveolos y los labios inferior y superior.
  - labiodental, labio inferior e incisivos superiores.
- Coronal,
  - dental, ápice o dorso de la lengua y la parte posterior de los incisivos superiores.
  - interdental, ápice de la lengua situado entre los incisivos inferiores y superiores.
  - retroflejo, elevación del ápice de la lengua hacia la parte posterior de los alvéolos.
  - alveolar, parte anterior de la lengua y alvéolos.
- Dorsal,
  - palatal, parte anterior del dorso de la lengua y paladar duro.
  - velar, parte posterior de la lengua y velo del paladar.
  - uvular, parte posterior de la lengua y úvula.
- Radical,
  - faríngeo, raíz de la lengua y pared faríngea.
- Glotal, cierre de la glotis.